# بيدرو أنطونيو راميريز
بيدرو أنطونيو راميريز (بالإسبانية: Pedro Ramírez Paredes)‏ (28 أغسطس 1993 بباريناس في فنزويلا - ) هو مدرب كرة قدم ولاعب كرة قدم فنزويلي في مركز الوسط. شارك مع منتخب فنزويلا لكرة القدم. أما مع النوادي، فقد لعب مع نادي زامورا ونادي سيون.

## وصلات خارجية
- بيدرو أنطونيو راميريز على موقع قاعدة بيانات كرة القدم.إي يو (الإنجليزية)
- بيدرو أنطونيو راميريز على موقع ناشيونال فوتبول تيمز (الإنجليزية)
- بيدرو أنطونيو راميريز على موقع Soccerway.com (الإنجليزية)